# Mitsunori Yamao
Mitsunori Yamao (født 13. april 1973) er en tidligere japansk fodboldspiller.
Han har spillet for flere forskellige klubber i sin karriere, herunder FC Tokyo og Yokohama FC.